# Astoria (Oregón)
Astoria es una ciudad y sede del condado de Clatsop en el estado estadounidense de Oregón. En el año 2007 tenía una población de 10 045 habitantes y una densidad poblacional de 617 personas por km². Se encuentra en el extremo noroeste del estado, a orillas del océano Pacífico y del río Columbia, que la separa del estado de Washington.
Es un lugar preferido por personas que practican la pesca deportiva por la variedad de salmón que se puede encontrar en el lugar, así como también atrae a cazadores en busca de alces y venados. Es famosa, entre otras cosas, porque en ella y sus proximidades se rodaron las películas Los Goonies, Liberad a Willy, Cortocircuito, Kindergarten Cop, The Ring y The Ring Two.
Su origen aparece en 1811, cuando el millonario alemán John Jacob Astor fundó el Fuerte Astor, actual Astoria. Fue el bisabuelo de John Jacob Astor IV, millonario y personalidad estadounidense que falleció en el naufragio del Titanic.

## Geografía
Astoria se encuentra ubicada en las coordenadas 46°11′20″N 123°49′16″O / 46.18889, -123.82111.

## Economía
Las principales industrias de la zona son la pesca comercial y el turismo.

## Demografía
Según la Oficina del Censo, en 2000 los ingresos medios por hogar en la localidad eran de $33 011, y los ingresos medios por familia eran $41 446. Los hombres tenían unos ingresos medios de $29 813 frente a los $22 121 para las mujeres. La renta per cápita para la localidad era de $18 759. Alrededor del 15,9% de la población estaba por debajo del umbral de pobreza.